# Aeroportul Regional Sioux Falls
Aeroportul Regional Sioux Falls (IATA: FSD, ICAO: KFSD, FAA LID: FSD) este un aeroport din Sioux Falls, Dakota de Sud, Comitatul Minnehaha, Dakota de Sud, Dakota de Sud, Statele Unite ale Americii ce deservește zona Sioux Falls. Aeroportul a fost tranzitat în 2019 de 1.152.708 pasageri. A fost deschis în 1937 și numit după zona deservită.
Situat la o altitudine de 436 m, aeroportul dispune de 3 piste.

## Infrastructură

### Piste
Aeroportul dispune de 3 piste: 
- pista 03/21 din beton, cu dimensiunile 8.999 picioare × 150 picioare
- pista 09/27 din beton, cu dimensiunile 3.148 picioare × 75 picioare
- pista 15/33 din beton, cu dimensiunile 8.000 picioare × 150 picioare